# 多鳃孔舌形虫
多鳃孔舌形虫（学名：Glossobalanus polybranchioporus）一种分布于中华人民共和国黄海、渤海沿岸潮间带的肠鳃类动物，隶属于殖翼柱头虫科舌形虫属。

## 形态特征
成体长度352～613毫米。正模标本全长550毫米。吻呈尖锥或圆锥形，呈淡橘黄色，长11毫米，宽7毫米。领的背部长度为10毫米，腹部长度为9毫米，宽9毫米。领的后缘－盖的前面有一条深橘红色的环带。鳃长37毫米，相当于领长的3～4倍。鳃孔数量可达130～160个。两生殖翼对称，长度为190毫米。成熟的雌性生殖翼呈紫棕色，雄性生殖翼为橘黄色或橘红色。